# クリスティーナ・リナルダトゥ
クリスティーナ・リナルダトゥ・デュラン（英語: Christina Linardatou Durán、1988年3月4日 - ）は、ギリシャの女子プロボクサー。元WBO女子世界スーパーライト級王者。

## 来歴
ドミニカ共和国・サンティアゴ・デ・ロス・カバリェロスで生まれ、幼少期にギリシャに移住。
ギリシャ国内でアマチュア数試合経験後、ドミニカ共和国に移りプロデビュー。
2016年6月4日、ベルギー・ルーセラーレにてデルフィーヌ・ペルスーンが持つWBC女子世界ライト級王座に挑むが、0-3判定で敗れ王座奪取ならず
2019年3月24日、空位となったWBO女子世界スーパーライト級王座決定戦としてカンディ・ワイヤットと対戦し、6回TKO勝利で世界王座獲得。この試合がギリシャで行われた初のプロボクシング世界タイトルマッチとなった。
2019年6月7日、アテネでDeanha Hobbs相手に初防衛戦を行い、3-0判定で初防衛成功。
2019年11月2日、イギリス・マンチェスターにてケイティー・テイラーと2度目の防衛戦を行うが、0-3判定で敗れ王座陥落。
2020年2月8日、アメリカ・インディアナ州にてPrisca Vicotと空位になったWBO女子世界スーパーライト級王座決定戦に臨み、3-0判定で勝利し王座返り咲きを果たした。
2022年7月27日、Aleksandra Vujovicとの6回戦を判定勝利。
2023年7月15日、アメリカ・デトロイトのメソニック・テンプルにて5団体統一王座王者アリシア・バウムガードナーと5年ぶりの再戦。しかし、0-3判定で敗れ雪辱を許した。

## 獲得タイトル
- 第6代WBO女子世界スーパーライト級王座（防衛1）
- 第8代WBO女子世界スーパーライト級王座（防衛0=返上）